# 2000-es Indy Racing League szezon
A 2000-es Indy Racing League volt az IndyCar Series (akkori nevén Indy Racing Northern Light Season) ötödik szezonja. Az idény január 29-én kezdődött, és október 15-én ért véget. A szezont eredetileg tízfutamosra tervezték, azonban a Clevelandbe szervezett verseny végül a CART égisze alatt zajlott le.
Az összetett győztese az amerikai Buddy Lazier lett, míg az Indy 500-at a kolumbiai Juan Pablo Montoya nyerte meg. Az év újonca a brazil Airton Daré lett.

## Versenyek
Minden versenyt oválpályán futottak.
| # | Verseny      | Verseny                  | Pálya                            | Helyszín          | Pole-pozíció   | Leggyorsabb kör | Legtöbb élen töltött kör | Győztes            |
| - | ------------ | ------------------------ | -------------------------------- | ----------------- | -------------- | --------------- | ------------------------ | ------------------ |
| 1 | január 29    | Delphi Indy 200          | Walt Disney World Speedway       | Bay Lake, Florida | Greg Ray       | Mark Dismore    | Robbie Buhl              | Robbie Buhl        |
| 2 | március 19   | MCI WorldCom Indy 200    | Phoenix International Raceway    | Phoenix           | Greg Ray       | Tyce Carlson    | Scott Sharp              | Buddy Lazier       |
| 3 | április 22   | Vegas Indy 300           | Las Vegas Motor Speedway         | Las Vegas         | Mark Dismore   | Mark Dismore    | Mark Dismore             | Al Unser, Jr.      |
| 4 | május 28     | 84. Indianapolis 500     | Indianapolis Motor Speedway      | Speedway          | Greg Ray       | Buddy Lazier    | Juan Pablo Montoya       | Juan Pablo Montoya |
| 5 | június 11    | Casino Magic 500         | Texas Motor Speedway             | Fort Worth        | Buddy Lazier   | Eddie Cheever   | Al Unser, Jr.            | Scott Sharp        |
| 6 | június 18    | Radisson 200             | Pikes Peak International Raceway | Fountain          | Greg Ray       | Buzz Calkins    | Scott Sharp              | Eddie Cheever      |
| 7 | július 15    | Midas 500 Classic        | Atlanta Motor Speedway           | Hampton           | Greg Ray       | Donnie Beechler | Greg Ray                 | Greg Ray           |
| 8 | augusztus 27 | Belterra Resort Indy 300 | Kentucky Speedway                | Sparta            | Scott Goodyear | Buddy Lazier    | Scott Goodyear           | Buddy Lazier       |
| 9 | október 15   | Excite 500               | Texas Motor Speedway             | Fort Worth        | Greg Ray       | Jaques Lazier   | Al Unser, Jr.            | Scott Goodyear     |

## Versenyzők és csapatok
| Csapat                     | Kasztni       | Motor         | #  | Versenyző              | Futamok  |
| -------------------------- | ------------- | ------------- | -- | ---------------------- | -------- |
| A. J. Foyt Racing          | G-Force       | Oldsmobile    | 11 | Eliseo Salazar         | összes   |
| A. J. Foyt Racing          | G-Force       | Oldsmobile    | 14 | Jeff Ward              | összes   |
| A. J. Foyt Racing          | G-Force       | Oldsmobile    | 41 | Billy Boat             | 4        |
| Blueprint Racing           | G-Force       | Oldsmobile    | 27 | Niclas Jönsson         | 1        |
| Blueprint Racing           | G-Force       | Oldsmobile    | 27 | Jimmy Kite             | 2-9      |
| Bradley Motorsports        | Dallara       | Oldsmobile    | 12 | Buzz Calkins           | összes   |
| Byrd-Cunningham Racing     | G-Force       | Oldsmobile    | 30 | Jon Herb               | 1        |
| Byrd-Cunningham Racing     | G-Force       | Oldsmobile    | 30 | Ronnie Johncox         | 2-3      |
| Byrd-Cunningham Racing     | G-Force       | Oldsmobile    | 30 | J.J. Yeley             | 7-9      |
| Byrd-Cunningham Racing     | Riley & Scott | Oldsmobile    | 30 | Robby Unser            | 5-6      |
| Cahill Racing              | Dallara       | Oldsmobile    | 98 | Donnie Beechler        | összes   |
| Dick Simon Racing          | G-Force       | Oldsmobile    | 7  | Stéphan Grégoire       | összes   |
| Dick Simon Racing          | G-Force       | Oldsmobile    | 90 | Lyn St. James          | 4        |
| Dreyer & Reinbold Racing   | G-Force       | Oldsmobile    | 23 | Steve Knapp            | 4        |
| Dreyer & Reinbold Racing   | G-Force       | Oldsmobile    | 24 | Robbie Buhl            | összes   |
| Galles Racing              | G-Force       | Oldsmobile    | 3  | Al Unser, Jr.          | összes   |
| Hemelgarn Racing           | Dallara       | Oldsmobile    | 91 | Buddy Lazier           | összes   |
| Hemelgarn Racing           | Dallara       | Oldsmobile    | 92 | Stan Wattles           | 4        |
| Hillenburg Racing          | Dallara       | Oldsmobile    | 48 | Andy Hillenburg        | 4        |
| Hubbard-Immke Racing       | Dallara       | Oldsmobile    | 20 | Tyce Carlson           | 1-3, 5-9 |
| Indy Regency Racing        | G-Force       | Oldsmobile    | 22 | Johnny Unser           | 4        |
| Kelley Racing              | Dallara       | Oldsmobile    | 8  | Scott Sharp            | összes   |
| Kelley Racing              | Dallara       | Oldsmobile    | 28 | Mark Dismore           | összes   |
| Logan Racing               | Dallara       | Oldsmobile    | 10 | Stevie Reeves          | 7        |
| Logan Racing               | Dallara       | Oldsmobile    | 19 | Billy Roe              | 5        |
| Logan Racing               | Dallara       | Oldsmobile    | 19 | Stevie Reeves          | 8-9      |
| Mid America Motorsports    | Dallara       | Oldsmobile    | 43 | Doug Didero            | 1-3, 5-6 |
| Mid America Motorsports    | Dallara       | Oldsmobile    | 43 | Scott Harrington       | 7        |
| Mid America Motorsports    | Dallara       | Oldsmobile    | 43 | Jaques Lazier          | 8        |
| Mid America Motorsports    | Dallara       | Oldsmobile    | 43 | Davey Hamilton         | 9        |
| Nienhouse Motorsports      | G-Force       | Oldsmobile    | 17 | Niclas Jönsson         | 2        |
| Nienhouse Motorsports      | G-Force       | Oldsmobile    | 17 | Scott Harrington       | 3        |
| Pagan Racing               | Dallara       | Oldsmobile    | 75 | Richie Hearn           | 4        |
| Panther Racing             | Dallara       | Oldsmobile    | 4  | Scott Goodyear         | összes   |
| PDM Racing                 | Dallara       | Oldsmobile    | 18 | Sam Hornish, Jr.       | 1-6, 8-9 |
| Sinden Racing              | Dallara       | Oldsmobile    | 44 | Davey Hamilton         | 1        |
| Target Chip Ganassi Racing | G-Force       | Oldsmobile    | 9  | Juan Pablo Montoya     | 4        |
| Target Chip Ganassi Racing | G-Force       | Oldsmobile    | 10 | Jimmy Vasser           | 4        |
| Team Cheever               | Dallara       | Infiniti Indy | 51 | Eddie Cheever          | összes   |
| Team Coulson Racing        | G-Force       | Oldsmobile    | 40 | Roberto Guerrero       | 8        |
| Team Menard                | Dallara       | Oldsmobile    | 1  | Greg Ray               | összes   |
| Team Menard                | Dallara       | Oldsmobile    | 32 | Robby Gordon           | 4        |
| Team Pelfrey               | Dallara       | Oldsmobile    | 81 | Billy Boat             | 1-3, 5-9 |
| Team Xtreme                | G-Force       | Oldsmobile    | 16 | Davey Hamilton         | 2-8      |
| Team Xtreme                | G-Force       | Oldsmobile    | 16 | Jaques Lazier          | 9        |
| Team Xtreme                | G-Force       | Oldsmobile    | 42 | John Hollansworth, Jr. | 1        |
| Team Xtreme                | G-Force       | Oldsmobile    | 88 | Airton Daré            | összes   |
| Treadway Racing            | G-Force       | Oldsmobile    | 5  | Robby McGehee          | összes   |
| Treadway Racing            | G-Force       | Oldsmobile    | 50 | Jason Leffler          | 4        |
| Treadway Racing            | G-Force       | Oldsmobile    | 55 | Jason Leffler          | 3        |
| Treadway Racing            | G-Force       | Oldsmobile    | 55 | Raul Boesel            | 4        |
| Treadway Racing            | G-Force       | Oldsmobile    | 55 | Hattori Sigeaki        | 5-9      |
| Tri Star Motorsports       | Dallara       | Oldsmobile    | 6  | Jeret Schroeder        | összes   |
| Tri Star Motorsports       | Dallara       | Oldsmobile    | 9  | Robby Unser            | 1        |
| Tri Star Motorsports       | Dallara       | Oldsmobile    | 21 | Dr. Jack Miller        | 3        |
| Tri Star Motorsports       | Dallara       | Oldsmobile    | 21 | Zak Morioka            | 9        |
| Truscelli Team Racing      | G-Force       | Oldsmobile    | 33 | Jaques Lazier          | 1, 3-6   |
| Truscelli Team Racing      | G-Force       | Oldsmobile    | 33 | Bobby Regester         | 2        |
| Walker Racing              | Dallara       | Oldsmobile    | 15 | Sarah Fisher           | 2-9      |

## A bajnokság végeredménye
| Poz. | Versenyző              | WDW | PHX | LSV | INDY | TXS | PIK | ATL | KTY | TXS | Pont |
| ---- | ---------------------- | --- | --- | --- | ---- | --- | --- | --- | --- | --- | ---- |
| 1    | Buddy Lazier           | 2   | 1   | 22  | 2    | 7   | 26  | 2   | 1   | 4   | 290  |
| 2    | Scott Goodyear         | 4   | 2   | 12  | 9    | 5   | 16  | 11  | 2*  | 1   | 272  |
| 3    | Eddie Cheever          | 3   | 10  | 11  | 5    | 9   | 1   | 21  | 4   | 2   | 257  |
| 4    | Eliseo Salazar         | 5   | 4   | 18  | 3    | 17  | 6   | 10  | 25  | 5   | 210  |
| 5    | Mark Dismore           | 16  | 16  | 2*  | 11   | 6   | 4   | 18  | 11  | 14  | 202  |
| 6    | Donnie Beechler        | 6   | 3   | 26  | 12   | 22  | 5   | 5   | 10  | 6   | 202  |
| 7    | Scott Sharp            | 15  | 5*  | 27  | 10   | 1   | 3*  | 16  | 24  | 24  | 196  |
| 8    | Robbie Buhl            | 1*  | 7   | 5   | 26   | 18  | 23  | 6   | 13  | 18  | 190  |
| 9    | Al Unser, Jr.          | 25  | 9   | 1   | 29   | 3*  | 10  | 3   | 27  | 17* | 188  |
| 10   | Billy Boat             | 9   | 6   | 7   | 15   | 23  | 18  | 8   | 18  | 3   | 181  |
| 11   | Jeff Ward              | 7   | 11  | 21  | 4    | 19  | 15  | 19  | 6   | 8   | 176  |
| 12   | Robby McGehee          | 10  | 24  | 6   | 21   | 2   | 13  | 4   | 14  | 24  | 174  |
| 13   | Greg Ray               | 17  | 19  | 9   | 33   | 15  | 20  | 1*  | 7   | 26  | 172  |
| 14   | Stéphane Grégoire      | 18  | 8   | 28  | 8    | 11  | 8   | 7   | 5   | 20  | 171  |
| 15   | Buzz Calkins           | 8   | 23  | 25  | 18   | 4   | 12  | 23  | 12  | 9   | 145  |
| 16   | Airton Daré            | 11  | 22  | 14  | 25   | 10  | 2   | 25  | 19  | 12  | 142  |
| 17   | Jeret Schroeder        | 19  | 12  | 4   | 14   | 21  | 7   | 24  | 26  | 16  | 136  |
| 18   | Sarah Fisher           |     | 13  | 17  | 31   | 12  | 25  | 14  | 3   | 11  | 124  |
| 19   | Tyce Carlson           | 13  | 15  | 8   | DNQ  | 13  | 11  | 13  | 22  | 23  | 124  |
| 20   | Jaques Lazier          | 23  |     | 10  | 13   | 14  | 9   |     | 20  | 10  | 112  |
| 21   | Sam Hornish, Jr.       | 20  | 17  | 3   | 24   | 20  | 19  |     | 9   | 27  | 110  |
| 22   | Hattori Sigeaki        |     |     |     | DNP  | 8   | 17  | 9   | 8   | 7   | 109  |
| 23   | Davey Hamilton         | 26  | 18  | 20  | 20   | 24  | 14  | 15  | 16  | 19  | 98   |
| 24   | Jimmy Kite             |     | 26  | 16  | 30   | 16  | 24  | 12  | 17  | 21  | 79   |
| 25   | Juan Pablo Montoya     |     |     |     | 1*   |     |     |     |     |     | 54   |
| 26   | Doug Didero            | 14  | 25  | 19  | DNQ  | 27  | 22  |     |     |     | 43   |
| 27   | Ronnie Johncox         |     | 14  | 13  | DNQ  | DNS |     |     |     |     | 33   |
| 28   | J. J. Yeley            |     |     |     |      |     |     | 17  | 15  | 25  | 33   |
| 29   | Robby Gordon           |     |     |     | 6    |     |     |     |     |     | 28   |
| 30   | Jason Leffler          |     |     | 15  | 17   |     |     |     |     |     | 28   |
| 31   | Niclas Jönsson         | 12  | 21  |     |      |     |     |     |     |     | 27   |
| 32   | Jimmy Vasser           |     |     |     | 7    |     |     |     |     |     | 26   |
| 33   | Stevie Reeves          |     |     |     |      |     |     | 22  | 21  | 22  | 25   |
| 34   | Robby Unser            | 24  |     |     | DNQ  | 26  | 21  |     |     |     | 19   |
| 35   | Scott Harrington       |     |     | 23  | DNQ  |     |     | 20  |     |     | 17   |
| 36   | Zak Morioka            |     |     |     |      |     |     |     |     | 15  | 15   |
| 37   | Raul Boesel            |     |     |     | 16   |     |     |     |     |     | 14   |
| 38   | Steve Knapp            |     |     |     | 19   |     |     |     |     |     | 11   |
| 39   | Bobby Regester         |     | 20  |     |      |     |     |     |     |     | 10   |
| 40   | John Hollansworth, Jr. | 21  |     |     |      |     |     |     |     |     | 9    |
| 41   | Jon Herb               | 22  |     |     |      |     |     |     |     |     | 8    |
| 42   | Johnny Unser           |     |     |     | 22   |     |     |     |     |     | 8    |
| 43   | Stan Wattles           |     |     |     | 23   | DNP |     |     |     |     | 7    |
| 44   | Roberto Guerrero       |     |     |     | DNQ  |     |     |     | 23  |     | 7    |
| 45   | Dr. Jack Miller        |     |     | 24  | DNQ  |     |     |     |     |     | 6    |
| 46   | Billy Roe              |     |     |     |      | 25  | DNP |     |     |     | 5    |
| 47   | Richie Hearn           |     |     |     | 27   |     |     |     |     |     | 3    |
| 48   | Andy Hillenburg        |     |     |     | 28   |     |     |     |     |     | 2    |
| 49   | Lyn St. James          |     |     |     | 32   |     |     |     |     |     | 1    |
| -    | Ross Cheever           |     |     |     | DNQ  |     |     |     |     |     | 0    |
| -    | Dan Drinan             |     |     |     | DNQ  |     |     |     |     |     | 0    |
| -    | Wim Eyckmans           |     |     |     | DNP  |     |     |     |     |     | 0    |
| -    | Russ Gamester          |     |     |     | DNS  |     |     |     |     |     | 0    |
| -    | Memo Gidley            |     |     |     | DNQ  |     |     |     |     |     | 0    |
| -    | Davy Jones             |     |     |     | DNQ  |     |     |     |     |     | 0    |
| -    | Macuda Hidesi          |     |     |     | DNQ  |     |     |     |     |     | 0    |
| -    | Casey Mears            |     |     |     | DNP  |     |     |     |     |     | 0    |
| -    | Andy Michner           |     |     | Wth | Wth  |     |     |     |     |     | 0    |
| -    | David Pook             |     |     |     |      |     |     |     | DNP |     | 0    |
| -    | Guy Smith              |     |     |     |      |     |     |     |     |     | 0    |
| -    | Tony Stewart           |     |     |     | DNP  |     |     |     |     |     | 0    |
| Poz. | Versenyző              | WDW | PHX | LSV | INDY | TXS | PIK | ATL | KTY | TXS | Pont |

| Színek     | Eredmény                    |
| ---------- | --------------------------- |
| arany      | győztes                     |
| ezüst      | második                     |
| bronz      | harmadik                    |
| zöld       | 4–5. hely                   |
| világoskék | 6–10. hely                  |
| sötétkék   | célba ért (top 10-en kívül) |
| lila       | nem ért célba (Ret)         |
| piros      | nem kvalifikált (DNQ)       |
| barna      | visszalépett (Wth)          |
| fekete     | kizárva (DSQ)               |
| fehér      | nem indult (DNS)            |
| üres       | nem vett részt (DNP)        |
| üres       | nem állt rajthoz            |

| jelmagyarázat |                                              |
| félkövér      | Pole-pozíció (3 pont)                        |
| félkövér      | leggyorsabb kör                              |
| *             | legtöbb élen töltött kör (2 pont)            |
| DNS           | nem indult a futamon, de pontot szerezhetett |
| az év újonca  |                                              |
| újonc         |                                              |

| Színek     | Eredmény                    |
| ---------- | --------------------------- |
| arany      | győztes                     |
| ezüst      | második                     |
| bronz      | harmadik                    |
| zöld       | 4–5. hely                   |
| világoskék | 6–10. hely                  |
| sötétkék   | célba ért (top 10-en kívül) |
| lila       | nem ért célba (Ret)         |
| piros      | nem kvalifikált (DNQ)       |
| barna      | visszalépett (Wth)          |
| fekete     | kizárva (DSQ)               |
| fehér      | nem indult (DNS)            |
| üres       | nem vett részt (DNP)        |
| üres       | nem állt rajthoz            |

| jelmagyarázat |                                              |
| félkövér      | Pole-pozíció (3 pont)                        |
| félkövér      | leggyorsabb kör                              |
| *             | legtöbb élen töltött kör (2 pont)            |
| DNS           | nem indult a futamon, de pontot szerezhetett |
| az év újonca  |                                              |
| újonc         |                                              |

A pontozás minden versenyen a következőképpen alakult:
| Pozíció | 1  | 2  | 3  | 4  | 5  | 6  | 7  | 8  | 9  | 10 | 11 | 12 | 13 | 14 | 15 | 16 | 17 | 18 | 19 | 20 | 21 | 22 | 23 | 24 | 25 | 26 | 27 | 28 | 29 | 30 | 31 | 32 | 33 |
| ------- | -- | -- | -- | -- | -- | -- | -- | -- | -- | -- | -- | -- | -- | -- | -- | -- | -- | -- | -- | -- | -- | -- | -- | -- | -- | -- | -- | -- | -- | -- | -- | -- | -- |
| Pont    | 50 | 40 | 35 | 32 | 30 | 28 | 26 | 24 | 22 | 20 | 19 | 18 | 17 | 16 | 15 | 14 | 13 | 12 | 11 | 10 | 9  | 8  | 7  | 6  | 5  | 4  | 3  | 2  | 1  | 1  | 1  | 1  | 1  |

- Pontegyenlőség esetén a több győzelem (második, harmadik, negyedik stb.) helyezés döntött.
- A három legjobb időmérős teljesítményért sorrendben 3, 2 és 1 pont járt.
- Két pontot kapott, aki a legtöbb kört töltötte az élen.

## Lásd még
- 2000-es indianapolisi 500
- 2000-es CART szezon
- 2000-es Indy Lights szezon